# Três Rapazes no Lago Tanganica
Três Rapazes no Lago Tanganica é uma fotografia de Martin Munkácsi realizada em 1929 ou 1930.
Embora Munkácsi seja famoso pela sua fotografia de moda, estabeleceu fama e reputação com fotografias de reportagem que publicava em semanários alemães. Esta fotografia, tirada nas margens do lago Tanganica, inspirou Henri Cartier-Bresson, pai do moderno fotojornalismo, que dela disse "De repende percebi que a fotografia pode fixar a eternidade num momento."
A fotografia mostra três rapazes africanos nus e de costas a correr para a água do lago, em silhueta. Dá uma imagem de liberdade, graça e espontaneidade que transmite alegria pela vida.